# Mahershala Ali
Mahershalalhashbaz "Mahershala" Ali (Oakland, 16 de febrer de 1974) és un actor i raper americà. Va començar la seva carrera com a actor habitual en sèries com Crossing Jordan i Threat Matrix abans del seu paper com a Richard Tyler a la sèrie de ciència-ficció The 4400. El seu primer llargmetratge amb una gran productora va ser El curiós cas de Benjamin Button (2008), drama romàntic dirigit per David Fincher. Altres pel·lícules destacables en què ha intervingut són Predators, The Place Beyond the Pines, Free State of Jones, Hidden Figures, i com a Boggs a la saga The Hunger Games. També és conegut pels seus papers en les sèries de Netflix House of Cards (com a Remy Danton) i Luke Cage (com a Cornell 'Cottonmouth' Stokes).
Ali va obtenir una aclamació unànime per part de la crítica per la seva interpretació del mentor i traficant de drogues Juan en el drama Moonlight (2016), paper pel qual va guanyar un Oscar de l'Acadèmia al millor actor secundari, un premi SAG, i el premi de la crítica al millor actor de repartiment, i va ser nominat pel Globus d'or i els premis BAFTA. La seva victòria en els 89ens premis de l'Acadèmia el va convertir en el primer actor musulmà en guanyar un Oscar.

## Biografia
Ali va néixer el 1974, a Oakland, California. Els seus pares són Willicia i Phillip Gilmore. Fou criat a Hayward, Califòrnia. Va ser educat com a cristià per la seva mare, ministre protestant, i més tard es va convertir a l'islam, canviant el seu cognom de Gilmore a Ali. El seu pare va actuar a Broadway. Va estudiar al St. Mary's College de California, on es va graduar el 1996 amb un grau en comunicació de masses.
Encara que Ali va entrar al St. Mary's College amb una beca de basquetbol, va acabar descartant la idea d'una carrera esportiva degut al tracte dispensat als atletes de l'equip. Va desenvolupar interès en l'actuació, especialment després de prendre part en un muntatge de Spunk que li va permetre entrar d'aprenent al California Shakespeare Theater després de graduar-se. Després d'un any sabàtic en què va treballar per Gavin Report, va matricular-se en el màster d'actuació de la New York University, graduant-se l'any 2000.

## Filmografia

### Films
| Any  | Títol                                              | Rol                  | Notes      |
| ---- | -------------------------------------------------- | -------------------- | ---------- |
| 2003 | Making Revolution                                  | Mac Laslow           |            |
| 2008 | Umi's Heart                                        | Ezra                 | Curt       |
| 2008 | El Curiós Cas de Benjamin Buton                    | Tizzy Weathers       |            |
| 2009 | Crossing Over                                      | Detective Strickland |            |
| 2010 | Predators                                          | Mombasa              |            |
| 2012 | The Place Beyond the Pines                         | Kofi Kancam          |            |
| 2013 | Go for Sisters                                     | Dez                  |            |
| 2014 | Supremacy                                          | Deputy Rivers        |            |
| 2014 | Els jocs de la fam: L'ocell de la revolta - Part 1 | Boggs                |            |
| 2015 | Els jocs de la fam: L'ocell de la revolta - Part 2 | Boggs                |            |
| 2016 | Kicks                                              | Marlon               |            |
| 2016 | Gubagude Ko                                        | Ochoro               | Short film |
| 2016 | Els homes lliures de Jones                         | Moses Washington     |            |
| 2016 | Moonlight                                          | Juan                 |            |
| 2016 | Hidden Figures                                     | Jim Johnson          |            |
| 2017 | Roxanne Roxanne                                    | Cross                |            |
| 2018 | Alita: Battle Angel                                | Vector               |            |
| 2018 | Green book                                         | Don Shirley          |            |
| 2019 | Alita: Battle Angel                                |                      |            |

### Televisió
| Year      | Title                             | Role                         | Notes                          |
| --------- | --------------------------------- | ---------------------------- | ------------------------------ |
| 2001–2002 | Crossing Jordan                   | Dr. Trey Sanders             | 19 episodes                    |
| 2002      | Haunted                           | Alex Dalcour                 | Episode: "Abby"                |
| 2002      | NYPD Blue                         | Rashard Coleman              | Episode: "Das Boots"           |
| 2003      | CSI: Crime Scene Investigation    | Tombs' Security Guard        | Episode: "Lucky Strike"        |
| 2003      | The Handler                       | N/D                          | Episode: "Big Stones"          |
| 2003–2004 | Threat Matrix                     | Jelani Harper                | 15 episodes                    |
| 2004–2007 | The 4400                          | Richard Tyler                | 28 episodes                    |
| 2009      | Lie to Me                         | Detectiu Don Hughes          | Episode: "Do No Harm"          |
| 2009      | Law & Order: Special Victims Unit | Mark Foster                  | Episode: "Unstable"            |
| 2010      | The Wronged Man                   | Calvin Willis                | Television film                |
| 2010      | All Signs of Death                | Gabe                         | Unsold TV pilot                |
| 2011      | Lights Out                        | Death Row Reynolds           | Episode: "Unaired Pilot"       |
| 2011–2012 | Treme                             | Anthony King                 | 6 episodes                     |
| 2011–2012 | Alphas                            | Nathan Clay                  | 12 episodes                    |
| 2012      | Alcatraz                          | Clarence Montgomery          | Episode: "Clarence Montgomery" |
| 2013–2016 | House of Cards                    | Remy Danton                  | 33 episodes                    |
| 2016      | Luke Cage                         | Cornell "Cottonmouth" Stokes | 7 episodes                     |

## Discografia
- Curb Side Service (2007)